# Bouillé-Loretz

Bouillé-Loretz este o comună în departamentul Deux-Sèvres, Franța. În 2009 avea o populație de 1,054 de locuitori.